# 앤더스 하우겐
앤더스 올슨 하우겐(영어: Anders Olsen Haugen, 1888년 10월 24일 ~ 1984년 4월 14일)은 미국의 스키 점프 선수로 올림픽 메달을 획득한 최초의 미국인 스키 점프 선수이다. 전미 스키 점프 선수권 대회에서 4번 우승했으며, 샤모니에서 열린 1924년 동계 올림픽과 장크트모리츠에서 열린 1928년 동계 올림픽에 출전하여 동메달 1개를 획득했다. 

## 생애 및 선수 경력
앤더스 올센 하우겐은 노르웨이 텔레마르크주 뵈에서 태어났다. 앤더스와 그의 동생 라스는 1909년에 미국으로 이주해서 지역의 대중에게 스키 점프를 전파하기 위해 위스콘신주 밀워키의 서쪽에 있는 나가위카 호수 근처에 밀워키 스키 클럽과 스키 점프대를 세웠다. 1910년과 1920년 사이에 하우겐 형제는 미국 선수권 대회에서 11번 우승했다. 1919년과 1920년에는 각각 213 피트(64.92m), 214 피트(65.23m)의 세계 기록 스키 점프 거리를 설정했다. 그는 1924년 동계 올림픽에서 미국 최초의 스키 팀 선장이었다. 하우겐은 1978년에 콜로라도 스키- 스노보드 명예의 전당에 선임되었다. 그는 1984년에 캘리포니아주 샌버너디노에서 사망했다.